# Josiah Forshall
Josiah Forshall (* 29. März 1795 in Witney, Oxfordshire; † 18. Dezember 1863 in London) war ein englischer Bibliothekar und Paläograph an der Bibliothek des British Museum.
Forshall ging in Exeter und Chester zur Schule und studierte ab 1814 an der Universität Oxford (Exeter College) Mathematik und Geisteswissenschaften. 1818 erhielt er seinen Bachelor-Abschluss und 1821 seinen Magister artium. Danach wurde er Fellow und Tutor des Exeter College. 1824 wurde er Assistant Librarian in der Handschriftenabteilung des British Museum und 1827 Keeper. 1828 wurde er zusätzlich Sekretär des Museums und gab 1837 seine Position als Keeper auf um nur noch Sekretär zu sein. 1850 ging er aus Gesundheitsgründen in den Ruhestand. Ab 1829 und im Ruhestand war er Kaplan des Foundling Hospital.
Er gab verschiedene Handschriften-Kataloge des Museums heraus (darunter syrische Handschriften und griechische Papyri). Mit Frederic Madden veröffentlichte er 1850 die Bibelausgabe von John Wyclif. 1864 gab er ein Buch über das Vaterunser heraus und er gab Ausgaben der vier Evangelien heraus (die ersten 12 Kapitel des Matthäus-Evangeliums erschienen postum).
1828 wurde er Fellow der Royal Society.